# جراد الماء العذب
جراد الماء العذب أو أستاكوس (الاسم العلمي: Astacus) (من الكلمة اليونانية αστακός، astacós، وتعني "جراد البحر" أو "سلطعون الماء العذب") هو جنس من جراد المياه العذبة موجود في أوروبا، ويضم ثلاثة أنواع (حية) موجودة وثلاثة أنواع أحفورية منقرضة.
بسبب طاعون جراد الماء العذب، انخفض عدد جراد الماء العذب من هذا الجنس في العديد من المناطق الأوروبية، ليحل محله جراد الماء العذب ذو الإشارة الغازي في أمريكا الشمالية، والذي يحمل الطاعون ولكنه لا يتأثر به.